# Chronologie de l'invasion de l'Ukraine par la Russie (juillet 2024)
Pour un article plus général, voir Invasion de l'Ukraine par la Russie.
Cet article fait partie de la chronologie de l'invasion de l'Ukraine par la Russie et présente une chronologie des événements clés de ce conflit durant le mois de juillet 2024.
Pour les événements précédents, voir Chronologie de l'invasion de l'Ukraine par la Russie (juin 2024).
Pour les événements suivants, voir Chronologie de l'invasion de l'Ukraine par la Russie (août 2024).

## Chronologie des évènements

### 1erjuillet
Deux personnes ont été tuées par des bombardements russes à Oukraïnsk, dans l'oblast de Donetsk.
Le ministère de la Défense russe affirme avoir pris les villages de Novopokrovske (uk) dans l'oblast de Donetsk, et de Stepova Novosselivka (uk) dans l'oblast de Kharkiv.

### 2 juillet
La Russie a lancé une attaque aérienne sur la base aérienne de Myrhorod dans l'oblast de Poltava et indique avoir détruit cinq avions de combat Su-27 ;  Iouri Ignat et Defense Express affirment que c'étaient des maquettes.L'armée de l’air ukrainienne reconnait que deux des six Su-27 de la base ont été détruits par un missile Iskander avec une ogive à sous-munitions,.
Le Premier ministre hongrois Viktor Orban, alors à la Présidence du Conseil de l'Union européenne, est en visite à Kyïv et demande au Président Volodymyr Zelensky d'envisager un cessez-le-feu.
L'armée de l'air ukrainienne affirme avoir frappé un dépôt de munitions, qui abriterait également un « entrepôt de drones Shahed » à l'aide de six missiles de croisière Storm Shadow,. Les médias ukrainiens rapportent qu'un drone a frappé l'usine électrométallurgique d'Oskol, la seule entreprise métallurgique à cycle complet de Russie, située à Stary Oskol, oblast de Belgorod.

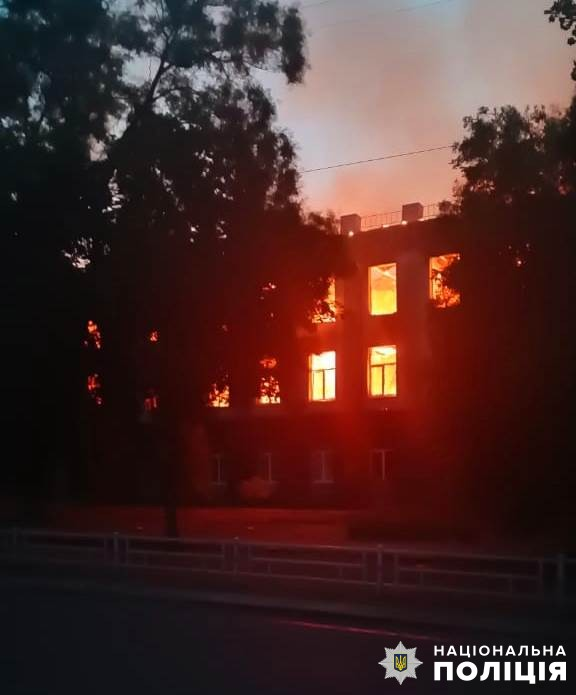
Le collège maritime de Kherson incendié par une attaque russe, c'est (c'était) un patrimoine classé

### 3 juillet
Cinq personnes ont été tuées et cinquante trois autres blessées dans des frappes de drones et de missiles russes sur des infrastructures civiles à Dnipro.
Le ministère de la Défense russe indique que « deux navires sans équipage voyageant en direction de Novorossiïsk, kraï de Krasnodar, et ont été détruits en mer Noire ».
L'armée russe revendique la prise du quartier Novi à Tchassiv Iar, oblast de Donetsk

### 4 juillet
Cinq morts dans une attaque ukrainienne sur une usine de production de poudre à Tambov qui se trouve à 419 km au sud-est de Moscou, en Russie.
L'armée russe a détruit un avion de combat ukrainien MiG-29 lors d'une frappe de missile sur la base aérienne de Kryvyï Rih, oblast de Dnipropetrovsk,.
Oblast de Donetsk, les forces russes ont pris les villages de Sokil et Voskhod. De son côté, l'armée ukrainienne annonce son retrait du quartier Kanal de Tchassiv Iar.

### 5 juillet
Viktor Orban, Premier ministre hongrois, est en visite en Russie ;  il propose de « se mettre entre l’Ukraine et la Russie ». Cette visite irrite beaucoup les politiques européens ; pour Josep Borrell, M. Orban "ne représente donc pas l'UE, en aucune manière", pour Charles Michel "la Russie est l'agresseur, l'Ukraine est la victime ; la présidence tournante de l'UE n'a pas de mandat pour engager le dialogue avec la Russie au nom de l'UE", pour Jens Stoltenberg "Viktor Orban ne représente pas l'Otan à ces rencontres, il représente son propre pays". Le ministère des Affaires étrangères ukrainien estime lui que « La décision d'effectuer ce voyage a été prise par la partie hongroise sans aucun accord ou coordination avec l'Ukraine ».
L'Ukraine a reçu un troisième système de défense antiaérienne Patriot
Le média russe indépendant Astra rapporte que la base aérienne de Primorsko-Akhtarsk, dans le kraï de Krasnodar, a été endommagée par des drones et des missiles ukrainiens.

### 6 juillet
Ukraine, oblast de Donetsk, la 45e brigade d'artillerie revendique la destruction d'un centre logistique pour chars à Debaltseve ainsi qu'une station de brouillage R-330J Jitel à Novolouhanske.
En Russie, des attaques de drones ukrainiens endommagent une tour de téléphonie cellulaire, incendient un dépôt pétrolier et un réservoir de carburant situés dans le kraï de Krasnodar,.

### 7 juillet
Russie, des responsables russes locaux affirment que la chute de débris de drones ukrainiens avaient mis le feu à un entrepôt dans l'oblast de Voronej, qui contenait des explosifs.
En Ukraine, les responsables russes affirment que les missiles balistiques Iskander M ont détruit deux lanceurs de missiles Patriot et une station radar dans la région du port de Youjne, oblast d'Odessa, sur la mer Noire. L'Armée de l'air ukrainienne a confirmé que l'attaque avait eu lieu mais avait frappé des cibles leurres.

### 8 juillet
Le trois-mâts carré russe Shtandart ne peut pas participer aux Fêtes maritimes de Brest, en raison d'un arrêté de la préfecture française du Finistère,.
La Russie a lancé plus de quarante frappes sur les villes de Kryvyï Rih, oblast de Dnipropetrovsk, en Ukraine orientale, où dix morts sont à déplorer. À Kyïv, le plus grand hôpital pédiatrique du pays, Okhmatdyt, a été touché ; ainsi que dans le raïon de Pokrovsk ; il y a dix-sept morts au moins. Des attaques ont également été signalées à Kramatorsk et à Sloviansk, oblast de Donetsk,,.

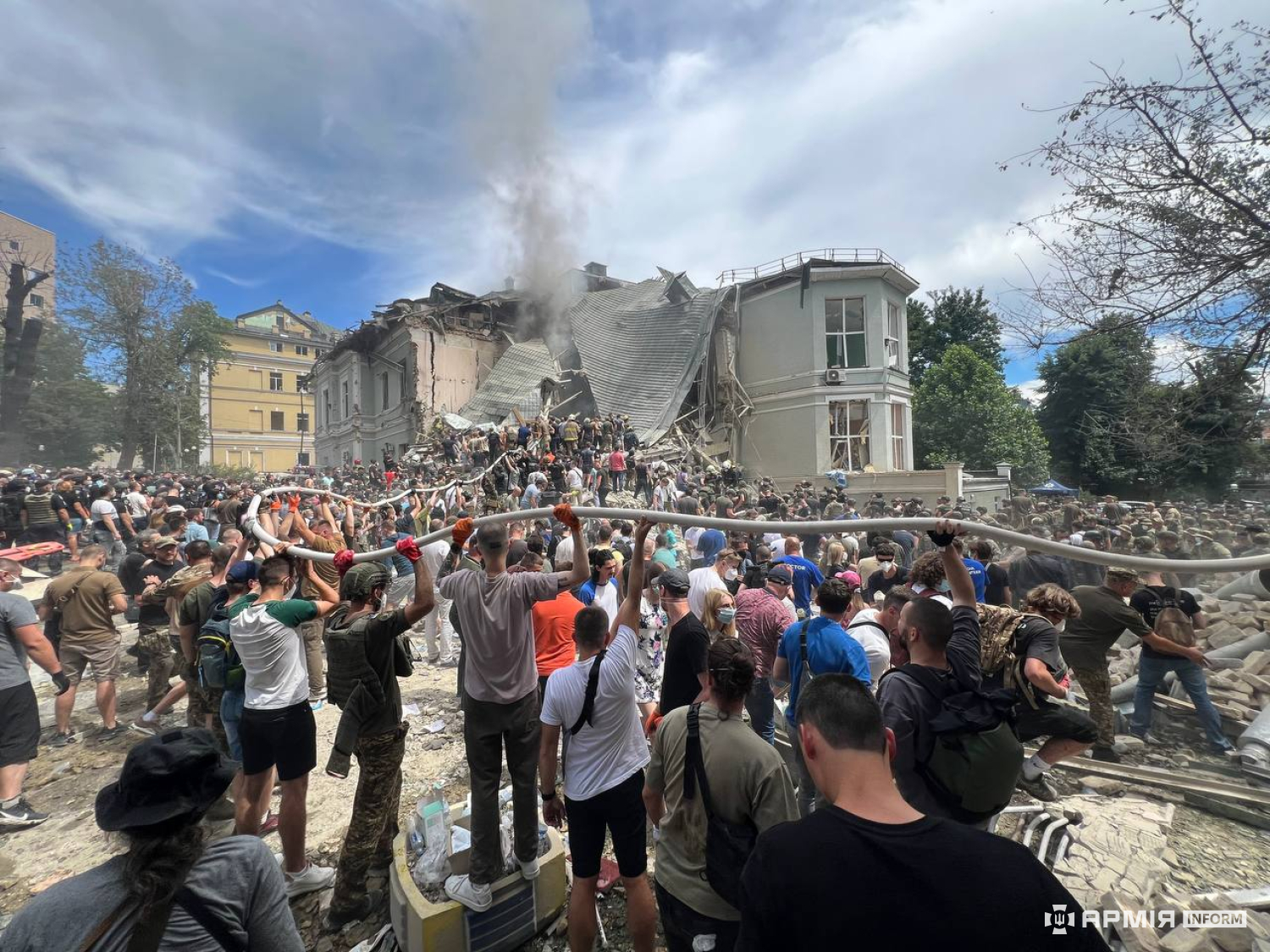
L'hôpital pour enfants OkhMatDyt attaqué
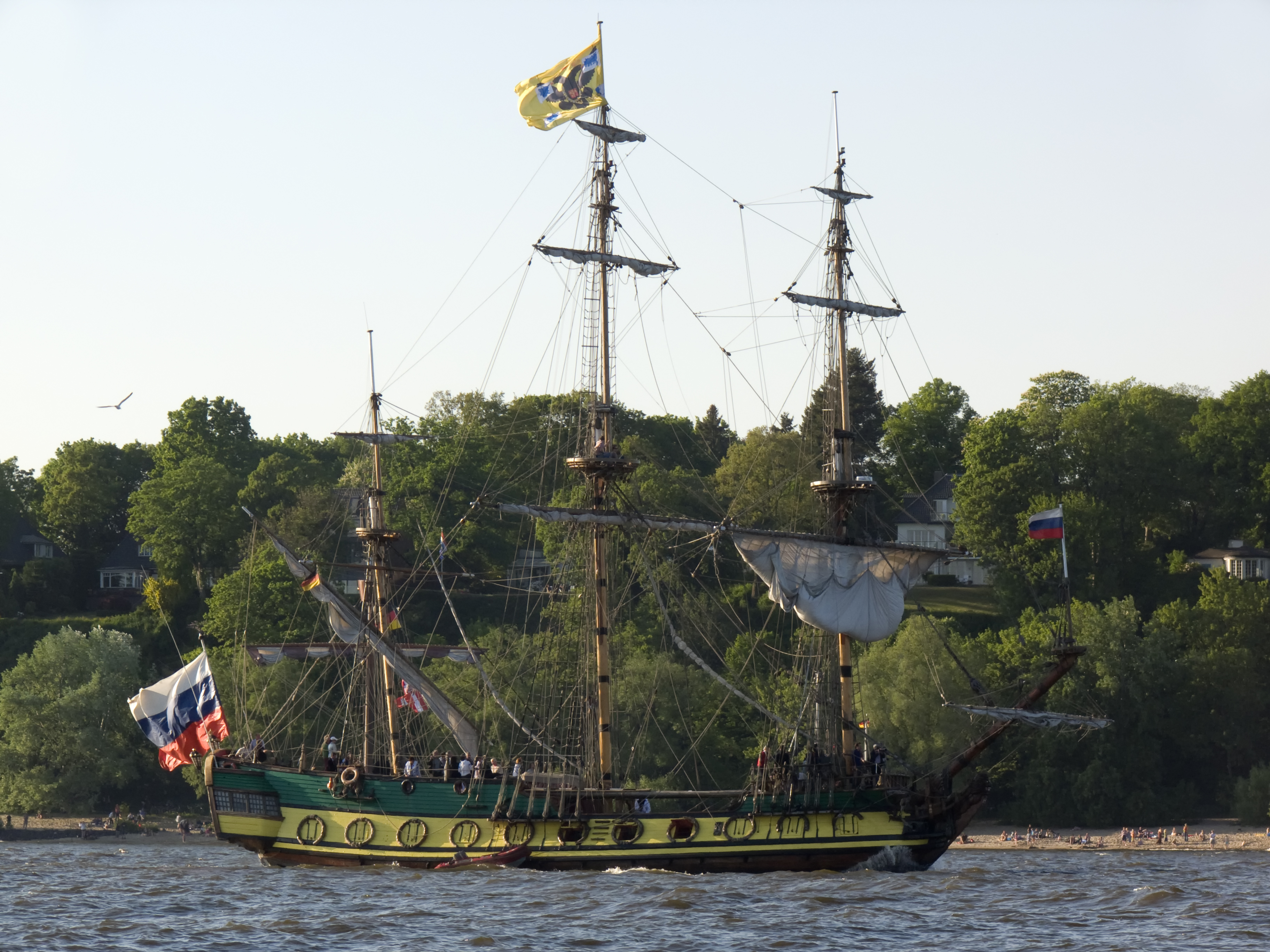
Le trois-mâts carré russe Shtandart (1999)

### 9 juillet
Varsovie évoque le don de l'équivalent d'une escadrille de MiG-29 à Kyïv et propose d’étendre ses propres défenses antimissiles vers le ciel ukrainien.
La Russie affirme avoir abattu trente huit drones au-dessus des oblasts de Belgorod, de Voronej, d'Astrakhan, de Koursk et de Rostov. Un dépôt pétrolier a été incendié à Kalatch-sur-le-Don, dans l'oblast de Volgograd, ainsi que deux sous-stations électriques, et la base aérienne d'Akhtoubinsk, oblast d'Astrakhan.
Lors de la réunion des pays membres de L'OTAN, il a été déclaré que la livraison des avions F-16 à l'Ukraine a commencé, le secrétaire d'État des États-Unis, Antony Blinken, déclarant « ils voleront dans le ciel ukrainien cet été ».
Les forces russes affirment avoir pris le village de Yasnobrodivka (uk), situé à 45 kilomètres de Pokrovsk, oblast de Donetsk.
La Russie lance un mandat d'arrêt contre l'opposante en exil Ioulia Navalnaïa, veuve de l'opposant Alexeï Navalny, mort en détention le 16 février dernier.

### 10 juillet
En réaction au sommet de l'OTAN à Washington, le porte-parole russe Dmitri Peskov déclare « Nous constatons que nos adversaires en Europe et aux États-Unis ne sont pas des partisans du dialogue. Et, à en juger par les documents adoptés lors du sommet de l'Otan, ils ne sont pas des partisans de la paix », « L'Alliance est un instrument de confrontation et non de paix et de sécurité » ;  « dès le début, nous avons dit que l'expansion de l'Otan en Ukraine constituait une menace inacceptable pour nous (...). Nous observons là que l'Otan adopte un document qui dit que l'Ukraine rejoindra définitivement l'Otan ».

Le général Wiesław Kukuła, chef d’état-major de l’armée polonaise, a déclaré que son pays devait préparer ses soldats à un conflit à grande échelle. Il augmente en conséquence le nombre de soldats aux frontières avec la fédération de Russie ; le vice-ministre polonais de la Défense Pawel Bejda confirmant que le nombre de soldats présents dans cette région passerait de 6 000 à 8 000.
Le FSB revendique avoir déjoué des attentats : contre le porte-avions Amiral Kouznetsov basé à Mourmansk dans la mer de Barents. et contre trois fonctionnaires russes de haut rang,.
Les États-Unis, les Pays-Bas, l'Allemagne, l'Italie et la Roumanie s’engagent à renforcer les défenses antiaériennes de l'Ukraine.
Le nouveau Premier ministre britannique Keir Starmer, déclare que l’Ukraine peut continuer à utiliser les missiles Storm Shadow fournis par la Grande-Bretagne pour frapper des cibles militaires à l'intérieur de la Russie,.
Le secrétaire d'État américain, Antony Blinken, confirme le début du transfert des avions F-16 à l'Ukraine.

### 11 juillet

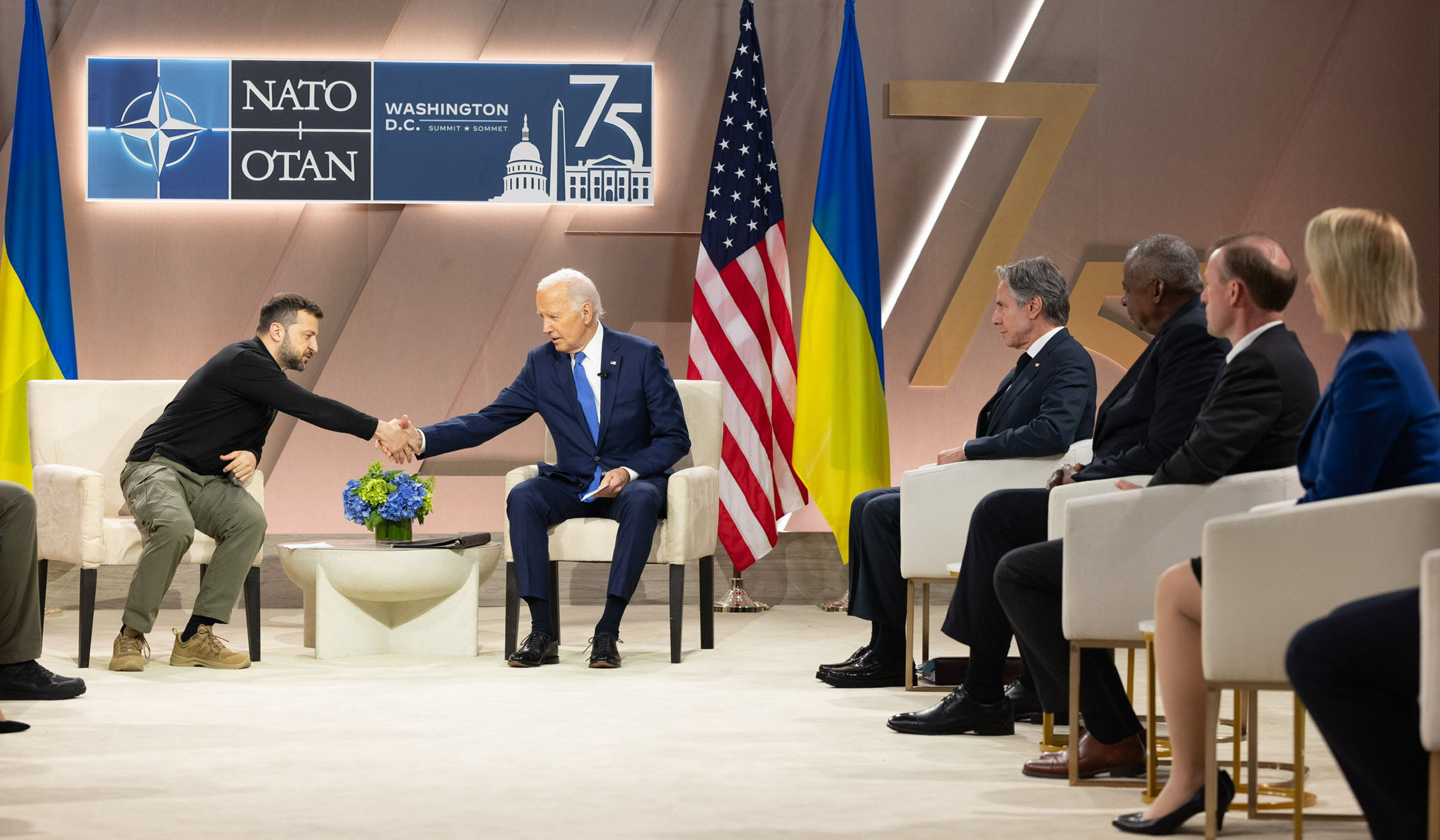
Les Présidents Zelensky et Biden, à droite, se serrant la main au Sommet de l'OTAN à Washington.

Avec la fin de sa réunion à Washington, l'OTAN annonce que l'Ukraine va recevoir quarante milliards d'euros d'aide militaire et des systèmes de défense antiaérienne, ce qui comprend une centaine d'avions F-16 programmés avant 2028. L'OTAN met aussi en garde la Chine contre le commerce de technologie à double usage, civil/militaire. Lin Jian, le porte-parole du ministère chinois des Affaires étrangères de Pékin, déclare « La rhétorique de l’Otan sur la responsabilité de la Chine en Ukraine est injustifiée et malveillante ».
L'Ukraine a saisi le cargo Usko Mfu, battant pavillon camerounais, au large des côtes de l'oblast d'Odessa, et arrêté son capitaine azerbaïdjanais, soupçonné d'exporter illégalement des céréales produites dans les territoires ukrainiens occupés par la Russie, via Sébastopol, Crimée,.
Le militant russe pour les droits humains Oleg Orlov estime que le système judiciaire russe est comparable à celui de l'Allemagne nazie,.
La Russie dit avoir conquis le village de Voskhod (Donetsk) (uk)

### 12 juillet
Selon CNN, en 2024, la CIA a révélé les plans du gouvernement russe pour assassiner les dirigeants d'entreprises de défense européennes (dont Armin Papperger PDG de Rheinmetall AG un fabricant d'armes allemand qui produit des obus d'artillerie et des véhicules militaires) qui produisent des armes destinées à l'Ukraine dans la guerre russo-ukrainienne,,,. Le service de renseignement allemand a confirmé qu'il en avait été informé par le service partenaire des États-Unis. Depuis plus de six mois, la Russie mène une campagne de sabotage à travers l'Europe, en grande partie par procuration. Elle a recruté des amateurs locaux pour tout, des incendies criminels d'entrepôts liés aux armes pour l'Ukraine, aux actes de vandalisme mineurs, tous conçus pour contrecarrer le flux d’armes de l'Occident vers l'Ukraine et émousser le soutien du public à Kyïv.
Dmitri Peskov, porte-parole du président russe Vladimir Poutine, a rejeté les informations comme étant « fausses » et dépourvues de « tout argument sérieux ».
Les services de renseignement du ministère de la Défense britannique estiment que plus de 70 000 soldats russes ont probablement été tués ou blessés au cours des mois de mai et juin

### 13 juillet
La Russie affirme avoir repris le village d'Ourojaïne (uk), dans l'oblast de Donetsk,.
Un drone ukrainien provoque un incendie dans un dépôt pétrolier du raïon de Tsimliansk, dans l'oblast de Rostov

### 14 juillet

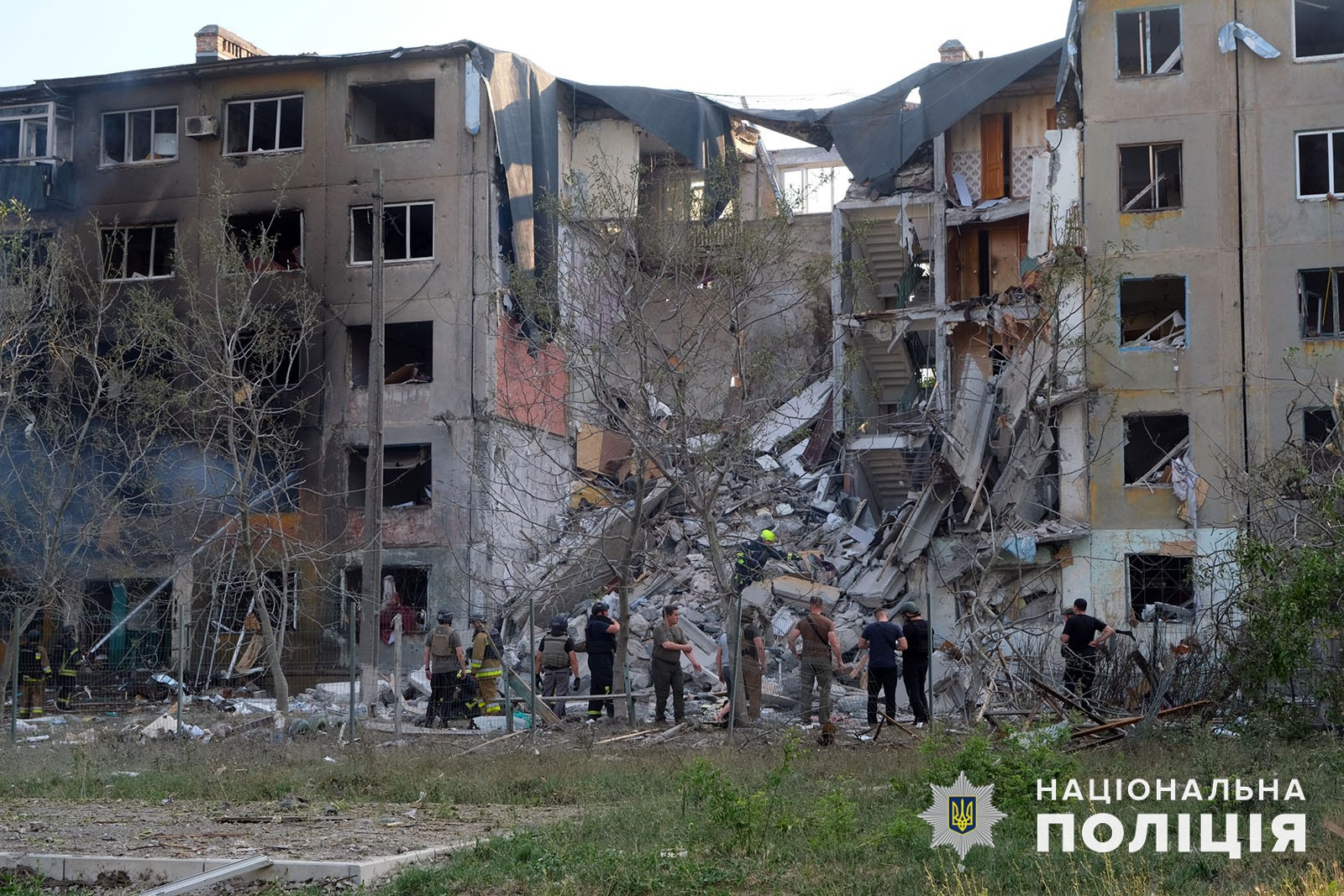
Bâtiment touché à Myrnohrad.

Russie, la tour de télévision de Soudja, oblast de Koursk, a été frappée par une attaque de drones.
Ukraine, oblast de Donetsk, une attaque de missile tue une personne et en blesse six autres à Myrnohrad .

### 15 juillet

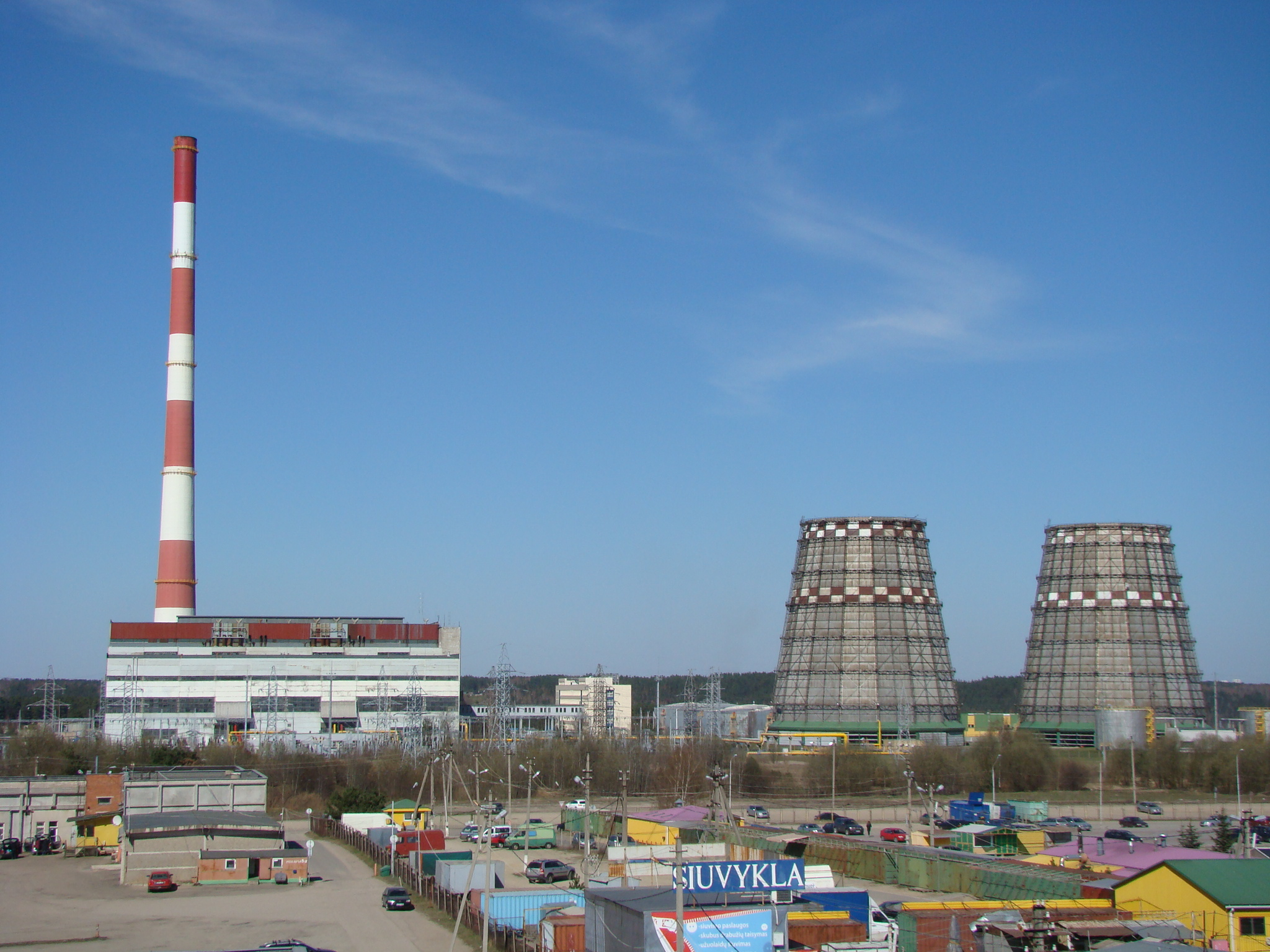
Centrale énergétique Vilnius-3.

La Lituanie, via l'énergéticien Lietuvos Energija, va faire don d'une centrale thermique pour l'Ukraine, la Centrale énergétique Vilnius-3 qui était inutilisée mais maintenue en état devrait être transférée.
L'Espagne fournit dix chars Leopard 2A4 et un grand nombre de roquettes antichars à l'Ukraine.

### 16 juillet
Russie, Viatcheslav Gladkov, gouverneur de l'oblast de Belgorod, a pris des restrictions de déplacement à la suite des bombardements récurrents sur la région.

### 17 juillet
La Russie et l'Ukraine échangent chacune quatre-vingt-quinze prisonniers de guerre grâce à la médiation des Émirats arabes unis,.
Les forces d'occupation russes atteignent la périphérie du village de Prohres, oblast de Donetsk, puis elles l'occupent partiellement.
Son maire Vitali Klitschko dénonce deux attaques par drones et un incendie dans le raïon de Darnitsa de Kyïv.
Les eurodéputés, réunis en première session plénière à Strasbourg à la suite des élections de juin, ont adopté, par 495 voix pour, 137 voix contre et 47 abstentions, une résolution pour réaffirmer leur « soutien continu (…) à l’indépendance, à la souveraineté et à l’intégrité territoriale de l’Ukraine (…) à maintenir et à étendre sa politique de sanctions à l’encontre de la Russie », et a condamné la visite de Viktor Orban, Premier ministre hongrois, à Moscou.

### 18 juillet

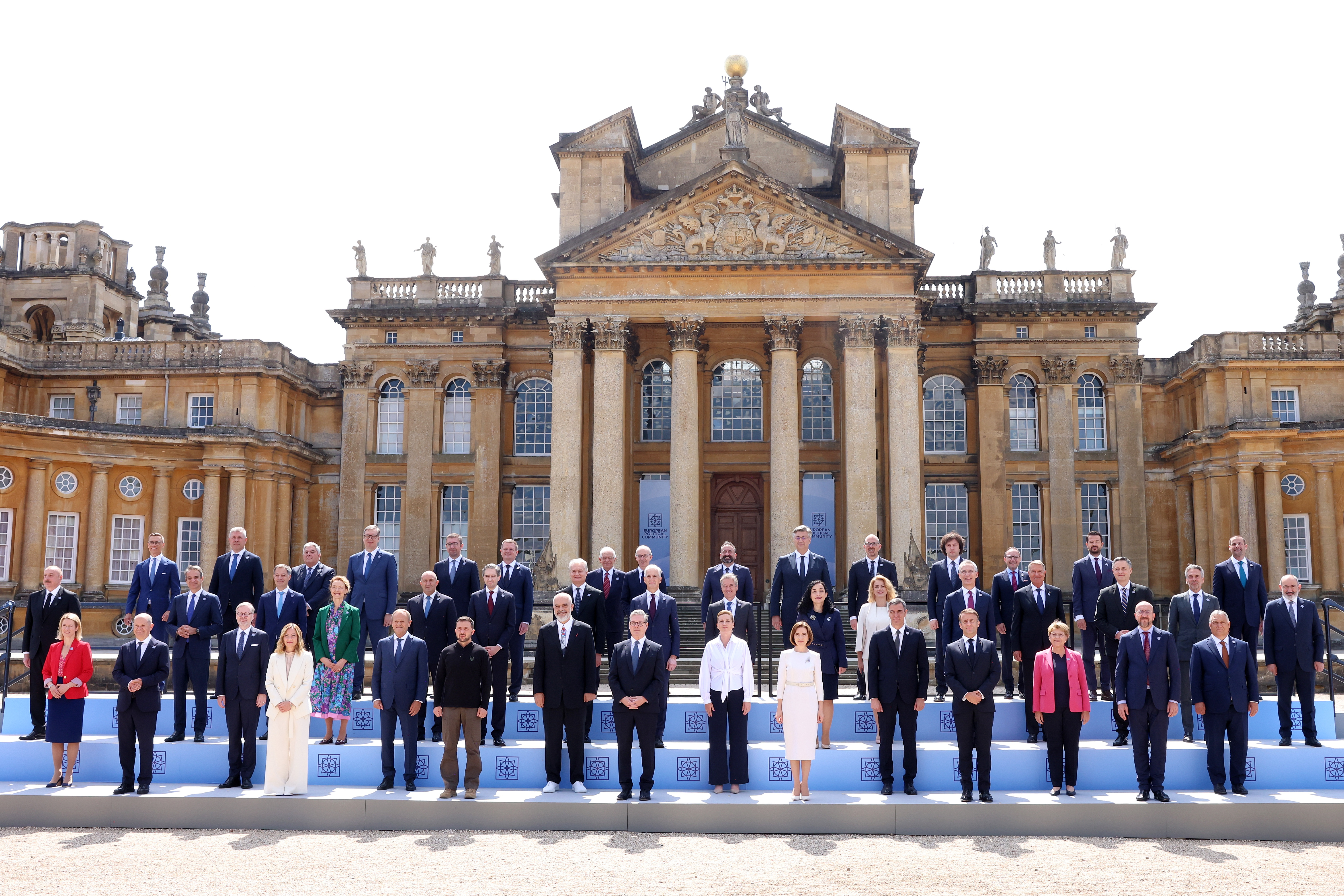
L'Ukraine au Quatrième sommet de la Communauté politique européenne.

Une nouvelle attaque de drones sur la base de garde-côtes du lac Donouzlav, extrémité occidentale de la Crimée, endommage un dépôt de munitions, des positions de tir, et le quartier général de cette base.
La Légion « Liberté de la Russie » revendique un incendie sur l'aéroport international de Perm,  à l'est de la plaine d'Europe orientale, où sont stationnés des avions MiG-31 de la 6 980e base d'aviation russe unité 69806-2 de la 14e armée de l'air russe.
L'armée ukrainienne affirme toujours tenir la tête de pont de Krinky, sur la rive gauche occupée du Dnipro
À son arrivée au Quatrième sommet de la Communauté politique européenne, le secrétaire général de l'OTAN, Jens Stoltenberg, a annoncé des plans pour un nouveau centre de commandement de l'OTAN de 700 personnes, basé à Wiesbaden en Allemagne, afin de coordonner le soutien à l'Ukraine pendant son invasion en cours par la Russie. Keir Starmer, nouveau Premier ministre du Royaume-Uni, lance un plan visant à lutter contre la flotte fantôme de pétroliers que la Russie utilise pour éviter les sanctions internationales,.

### 19 juillet
La Russie revendique la prise du village de Iourivka dans l'oblast de Donetsk.
Assassinat d'Iryna Farion, députée ukrainienne, dans une rue de Lviv.
L'armée ukrainienne affirme avoir abattu un avion russe Su-25 au-dessus de l'oblast de Donetsk.

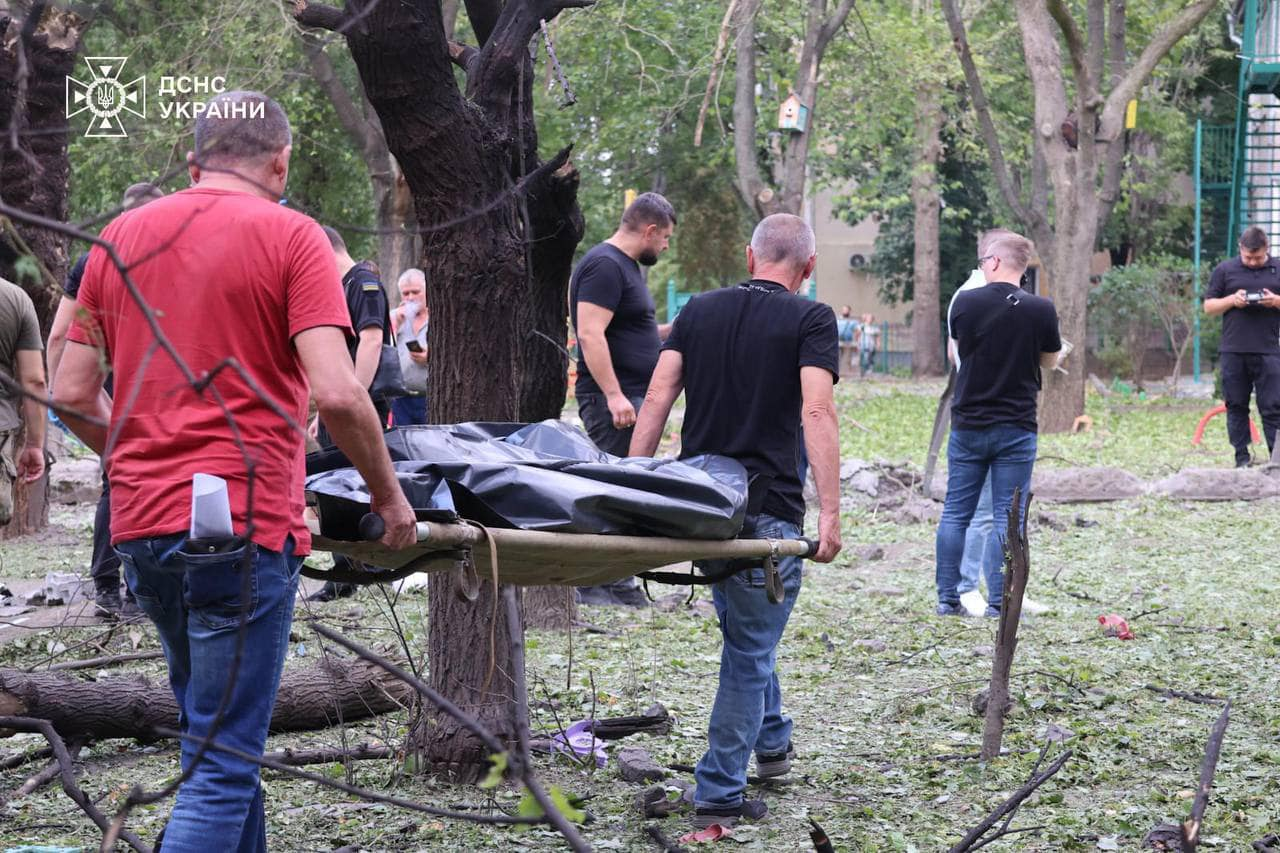
Quatre morts et plus de vingt blessés, Mykolaïv.
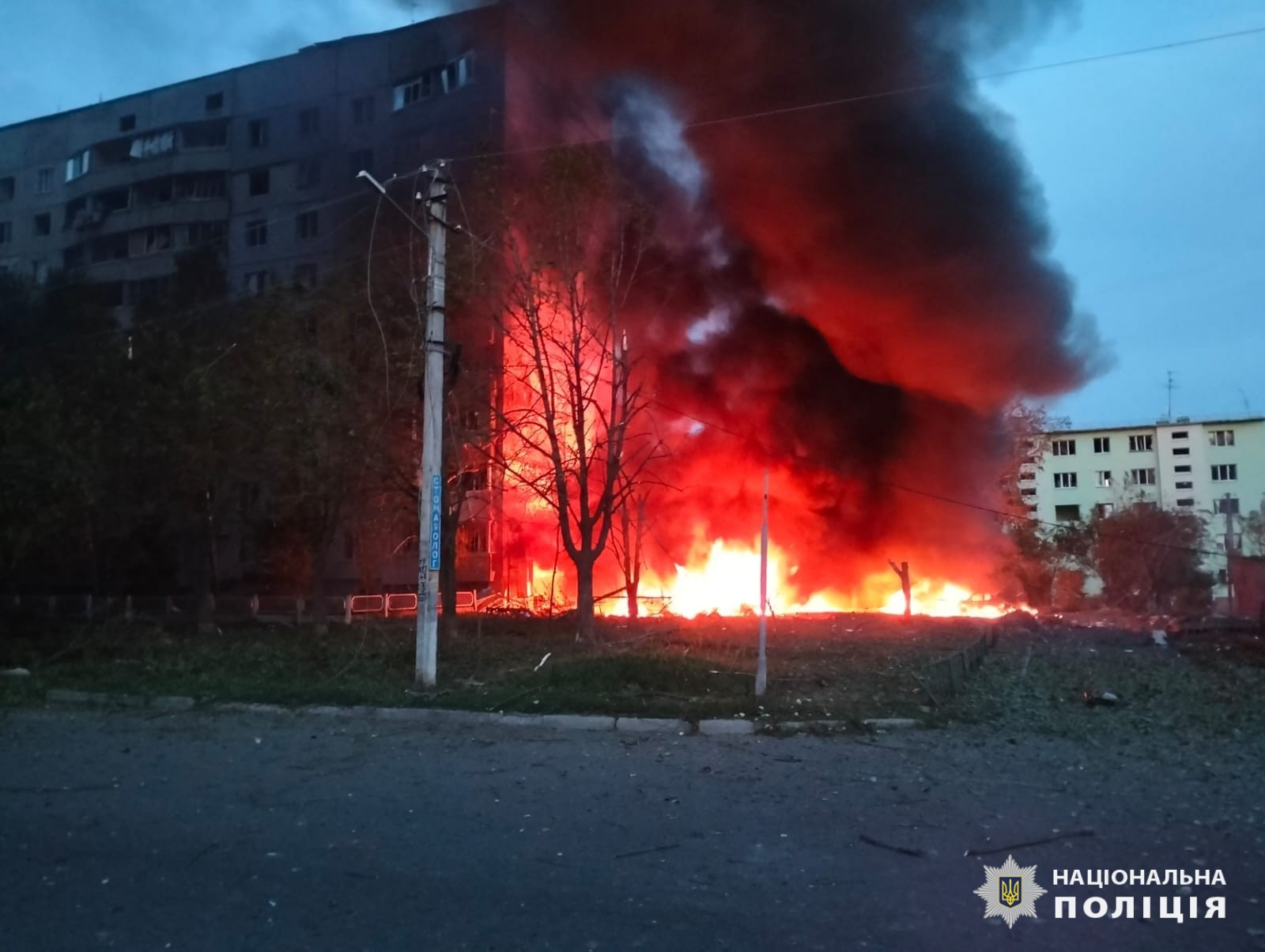
Neuf blessés à Tchouhouiv.

### 20 juillet
Cinq personnes sont tuées, par des tirs de missiles russes, dans les villes de Mykolaïv et Kherson.
Des explosions ont eu lieu sur la Base aérienne de Millerovo, oblast de Rostov en Russie, un dépôt de carburant aurait été touché.
Selon l'ISW, les troupes russes ont progressé dans plusieurs directions, près de Vovtchansk (oblast de Kharkiv), Svatove (oblast de Louhansk), et Donetsk.
La Russie affirme avoir pris les villages de Pichtchane (uk) dans l'oblast de Kharkiv et d'Andriivka dans l'oblast de Louhansk,,.

### 21 juillet
Dans un entretien avec le quotidien Corriere della Sera, le maire de Kyïv Vitali Klitschko, étiqueté opposant politique, déclare que le Président Zelensky risque le suicide politique s'il fait des concessions territoriales à la Russie sans recourir à un référendum.
Un commandant de peloton russe d'une brigade de fusiliers motorisés russes non identifiée, affirme dans une interview, que sa brigade a un effectif de 6 000 personnes ; étant donné que presque toutes ces pertes concernent les unités d'infanterie, qui constituent environ 50 % de la brigade, il est évident que les unités d'infanterie ont été remplacées quatre fois. L'armée russe maintient sa capacité de combat uniquement par des renforts continus, avait perdu 12 000 tués ou blessés en Ukraine, soit 200 % de ses effectifs.
Un sabotage organisé par le HUR a endommagé trois hélicoptères, à savoir un Mil Mi-8, un Kamov Ka-26 et un Mi-28, dans les installations de la société Hélicoptères de Russie à Tomilino (en), dans la banlieue de Moscou.

### 22 juillet
L’Ukraine revendique une attaque de drones contre la raffinerie du port de Touapsé, ville du kraï de Krasnodar, qui a déclenché un incendie. La Russie dit avoir abattu quatre-vingts drones ukrainiens,.
Mamouka Mamoulachvili, le commandant de la Légion géorgienne pro-ukrainienne, affirme que le Service de sécurité d'État de Géorgie a placé environ 300 membres du groupe sur une liste de personnes recherchées. En juin 2024, un tribunal russe avait déclaré que la Légion géorgienne était une organisation terroriste.

### 23 juillet
En Crimée, un traversier a été touché par un drone ukrainien dans le détroit de Kertch. Il y a des morts et des blessés parmi le personnel du Port de Kavkaz selon Veniamine Kondratiev, gouverneur du kraï de Krasnodar,. La Russie dit avoir détruit vingt-cinq drones dont vingt-et-un au-dessus de la Crimée.
Dmytro Kouleba, ministre ukrainien des Affaires étrangères est en voyage en Chine pour discuter des moyens de mettre fin à la guerre.
L'armée russe affirme avoir pris le village d'Ivano-Daryivka (uk), situé à 30 kilomètres au nord-est de Bakhmout ; alors que le village avait été déclaré occupé par les russes depuis le 17 juillet,.
L'armée ukrainienne affirme avoir abattu un avion de chasse russe Soukhoï Su-25 au-dessus de l'oblast de Donetsk, et endommagé le Slavianine un cargo russe.
Une frappe ukrainienne de missile HIMARS a touché un radar de contrebatterie russe 1K148 Yastreb-AV à Zouhres, oblast de Donetsk.

### 24 juillet

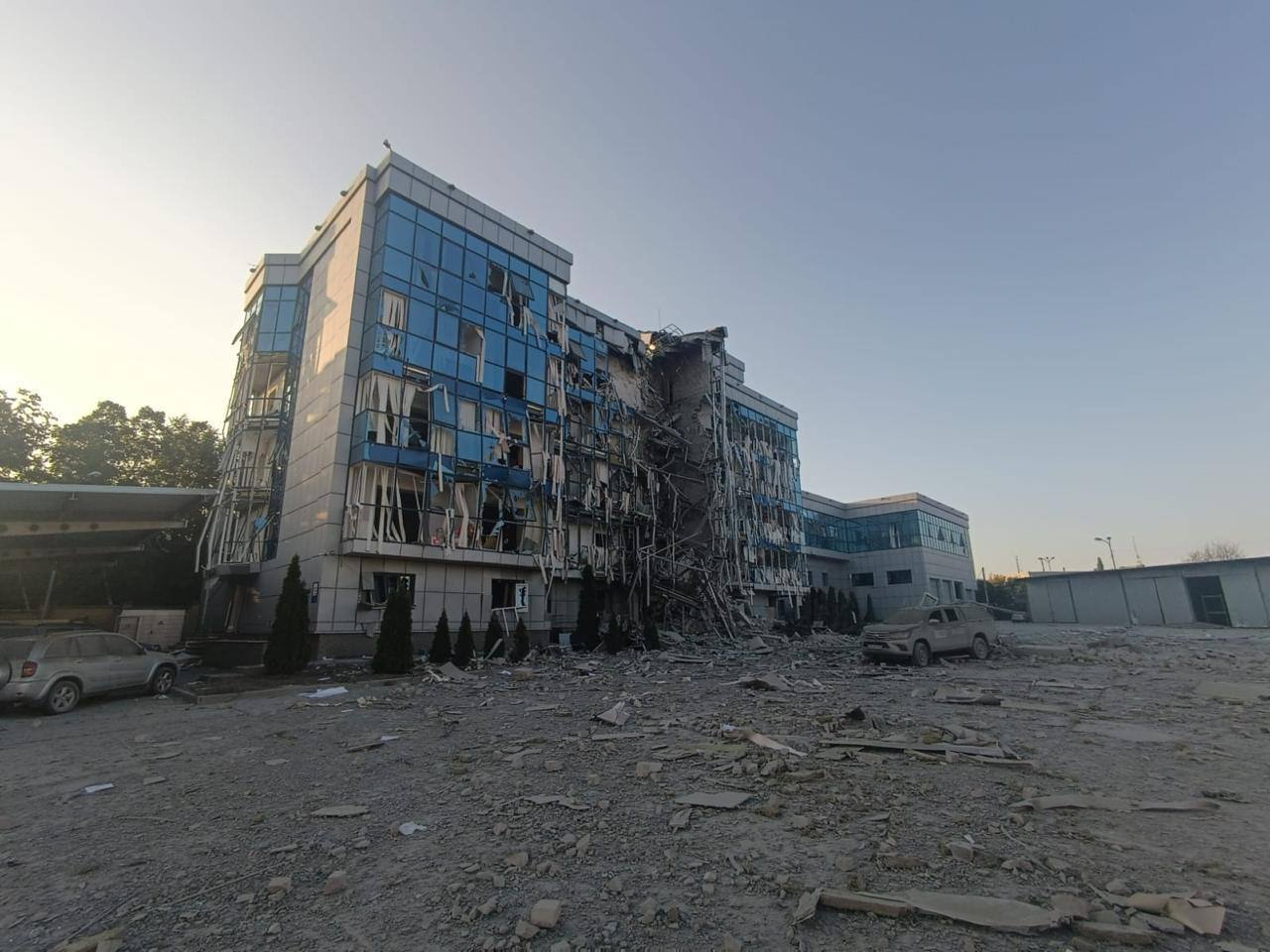
Le bâtiment de la Fondation caritative bombardé.

Le siège de l'organisation caritative Fondation suisse de déminage, à Kharkiv, a été touché par un missile balistique russe,.
La 79e brigade d'assaut aérien ukrainienne affirme avoir repoussé un assaut russe sur Kourakhove, indiquant avoir détruit 12 motos, endommagé six chars et sept véhicules blindés, tué 40 soldats russes et blessé 37 autres.
Exaspérée par l'attitude trop accommodante de certains en Europe centrale, l'Ukraine a décidé, en juin, de prendre des sanctions pour affaiblir le secteur énergétique russe en asséchant ses revenus pétroliers en plus des frappes sur les raffineries avec ses drones. Le pétrole de l'entreprise Lukoil ne transite plus par l'oléoduc Droujba, qui traverse le territoire ukrainien, privant ainsi la Hongrie, la République tchèque et la Slovaquie de pétrole et du gaz russes. Fin 2022, ces trois pays avaient obtenu une dérogation à l'embargo pétrolier visant la Russie, adopté par l'Union européenne. Toutefois, l'oléoduc utilisé par la compagnie pétrolière Tatneft continue de fonctionner,,.

### 25 juillet
Les forces russes ont réussi à encercler deux bataillons de la 31e brigade mécanisée ukrainienne près de Prohres, village sur la route de Hrodivka à Otcheretyne, dans l'oblast de Donetsk,,,. Les bataillons se retirent, et la 47e brigade mécanisée a du mal à combler le retrait de la 31e brigade mécanisée.
Le Danemark et les Pays-Bas vont livrer 14 chars Léopard 2 modernisés avant la fin de l'été.
À la question « Soutenez-vous ou non l’opération militaire des troupes russes sur le territoire ukrainien ? », posée par l’organisation Russian Field une majorité de russes répondent oui à 70%, et cette proportion croît. À la question « Soutiendriez-vous la deuxième vague de mobilisation ? » la réponse est très différente selon la tranche d'âge : 15 % soutiendraient pour les 18-29 ans, alors que 41 % des 60 et + soutiendraient.

### 26 juillet
En Crimée, des explosions ont été entendues à Novofedorivka, près d'Okunivka et de Simferopol, et ont touché la base de Saky,.
Les forces russes ont conquis le village de Lozuvatske dans l'oblast de Donetsk, à 24 kilomètres à l'est de Pokrovsk.
Les opérations russes s'intensifient dans le secteur de Hlyboke (uk) et des groupes d'assaut sont envoyés dans celui de Vovtchansk, oblast de Kharkiv.
L'armée ukrainienne indique que le village de Krinky et la tête de pont, situés dans l'oblast de Kherson, sont totalement détruits,

### 27 juillet
Le renseignement ukrainien HUR revendique des frappes de drones sur :
- la base aérienne de Diaguilevo, oblast de Riazan, qui abrite le 43e centre d'application de combat et de formation des équipages aériens de la Garde, et qui abrite des avions Tu-95MS, Tu-22M3, Tu-134UBL et Il-78, ainsi qu'une usine de réparation d’avions.
- la base aérienne Engels-2, oblast de Saratov, qui abrite des bombardiers stratégiques russes
- la base aérienne d'Olenia,  Oblast de Mourmansk, située à plus de 1 800 kilomètres de la frontière ukrainienne, qui a endommagé un bombardier supersonique à long rayon d’action Tu-22M3 (performances aéronautique et militaire car cela représente un vol aller-retour Biarritz-Strasbourg sans escale).

### 28 juillet
En Russie, un incendie, causé par un drone ukrainien, s'est déclaré dans le dépôt de Polevaïa, situé à six kilomètres au sud-est de Koursk, détruisant trois des onze réservoirs de carburant,.
Les forces armées ukrainiennes ont repris des positions près de Toretsk, oblast de Donetsk, et ont avancé à Vovtchansk, oblast de Kharkiv, tandis que les forces armées russes ont avancé à l'ouest et au sud-ouest de Donetsk.

### 29 juillet
Le Président Volodymyr Zelensky a visité le front autour de Vovtchansk, oblast de Kharkiv, et a décoré des combattants.
La Russie a détruit de nombreux drones au-dessus de son territoire : dix-neuf drones au-dessus de l'oblast de Koursk, neuf au-dessus de  l'oblast de Belgorod, trois au-dessus de l'oblast de Voronej, trois au-dessus de la région de Leningrad, et cinq au-dessus de l'oblast de Briansk.
Neuf prisonniers sous contrat avec les forces armées russes ont déserté d'un terrain d'entraînement militaire situé dans le raïon de Korotchansky (ru), dans l'oblast de Belgorod. Parmi ceux-ci on trouve deux condamnés pour meurtre, trois pour coups et blessures et un pour privation illégale de liberté.
Les forces russes ont pris les villages de Novosselivka Percha (uk) et Vovtche (uk) dans l'oblast de Donetsk,,.

### 30 juillet
La Marine russe débute des exercices impliquant ses flottes du Pacifique, de l'Arctique de la Baltique et de la Caspienne, comme il était prévu et qui implique trois cents navires et vingt-mille marins.
La 79e brigade d'assaut aérien ukrainienne a arrêté une attaque à grande échelle des forces russes près de Kourakhove, dans l'oblast de Donetsk. Les russes auraient utilisé 10 chars, 47 véhicules blindés, 10 motos et un buggy lors de l'attaque et auraient perdu 36 tués et 32 blessés.

### 31 juillet
L'Ukraine annonce avoir abattu quatre-vingt-neuf drones dans son espace aérien.
La Moldavie annonce avoir arrêté deux fonctionnaires pour des soupçons d'espionnage et avoir expulsé un agent de l'ambassade de Russie.
La Légion « Liberté de la Russie » annonce son retrait de la déclaration d'Irpin, mais déclare qu'elle continue à combattre les forces du Kremlin.

### Août 2024
Pour les événements suivants, voir Chronologie de l'invasion de l'Ukraine par la Russie (août 2024).